# Garrulax cinereifrons
Garrulax cinereifrons е вид птица от семейство Leiothrichidae. Видът е световно застрашен, със статут Уязвим.

## Разпространение
Видът е разпространен в Шри Ланка.